# 阿格達姆
阿格达姆是阿塞拜疆的城鎮，也是阿格达姆区的首府，位於该国西南部，卡拉巴赫山脉东麓的卡拉巴赫平原。阿格达姆始建於十八世紀，1828年建成，一度毁于第一次納戈爾諾-卡拉巴赫戰爭，并在1993年至2020年由阿尔察赫共和国实际占领，在2020年第二次纳卡战争结束后被阿塞拜疆收复，目前正在重建中。

## 地名由来
这座城市的名字起源于阿塞拜疆语，意思是“白色的房子”，其中ağ的意思是“白色”，dam是“房子”或“阁楼”。另有一说，地名源自古突厥语，意为“小堡垒”。
2010年12月，阿尔察赫共和国政府曾将市名改为阿克纳（Akna）。

## 历史
自20世纪50年代以来在该地区的考古研究发现，阿格达姆地区是古代人的聚居地之一。考古学家纳里曼诺夫在此发现了新石器时代和青铜时代的陶器、冶金、珠宝。
18世纪上半叶，来自卡拉巴赫汗国的帕纳·阿里汗下令在这座城市为自己建造一座白色的石头宅邸。1828年建成。苏联时期，阿格达姆拥有黄油、葡萄酒、白兰地、丝绸厂和五金工具厂等多项产业。

### 第一次纳卡战争

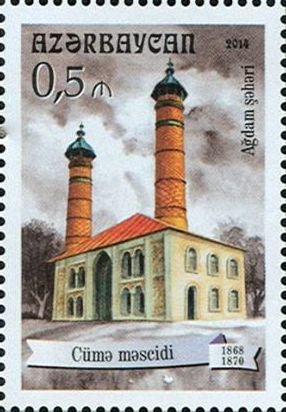
阿塞拜疆邮票上的阿格达姆清真寺，绘制的是清真寺战前的模样

阿格达姆是第一次纳戈尔诺-卡拉巴赫战争中的战场。据记者罗伯特·帕森斯称，“镇上的每一所阿塞拜疆人的房子都被炸毁以阻止返回”，且阿塞拜疆军队利用阿格达姆作为袭击卡拉巴赫的基地，从那里发射BM-21火箭炮并轰炸平民，而亚美尼亚军队也不分青红皂白地炮击阿格达姆。
据人权观察称，亚美尼亚军队利用当时阿塞拜疆的权力真空，于1993年7月夺取了阿格达姆。随着这座城市的沦陷，其全体居民都向东逃亡。在战火中，阿格达姆变成一片废墟，有新闻将其比作原子弹轰炸后的广岛。
1993年7月29日，联合国安理会通过第853号决议，要求亚美尼亚军队立即无条件全部撤出阿格达姆地区和阿塞拜疆其他被占领土。

### 1993－2020年：亚美尼亚人占领
在亚美尼亚人占领下的阿格达姆沦为无人居住的鬼镇。2005年访问该镇的欧安组织实况调查团报告说，整个阿格达姆镇“除了中心的清真寺外，完全是废墟”，并观察到在镇上捡拾建筑材料的活动。阿格达姆清真寺，作为阿格达姆仅存的建筑物，同样被涂鸦破坏并用作牛棚。2010年6月，曾于2007年访问过阿格达姆的摄影师安德烈·加拉费耶夫（Andrei Galafyev）说，“清真寺的地板上满是牛粪，白天（牛）在阿格达姆的废墟上游荡。”他的照片展示了阿格达姆清真寺内的牛群。清真寺的破坏引起了阿塞拜疆人和土耳其人的批评，他们在2010年写信给教皇本笃十六世，要求他“警告亚美尼亚人”。2009年，时任阿尔察赫共和国旅游部门负责人的谢尔盖·沙赫韦尔江（Сергей Шахвердян）称，清真寺的上层屋顶已于2009年初修复，周围的瓦砾已被清理干净并围起来，以保护该地区的穆斯林文化遗产。2010年11月，阿尔扎赫政府宣布清理清真寺及其周边地区。他们还宣布，阿格达姆清真寺以及舒沙清真寺都已翻新。然而，2020年阿塞拜疆总统阿利耶夫和记者访问清真寺时，清真寺仍显得很破败。

### 第二次纳卡战争和战后重建
2020年纳戈尔诺-卡拉巴赫战争結束後，根据停火协议，阿格达姆及周边地区将在2020年11月20日之前还给阿塞拜疆。
11月20日，阿塞拜疆士兵在阿格达姆市内的清真寺插上阿塞拜疆国旗，同日阿塞拜疆总统阿利耶夫宣布正式收复阿格达姆。随后阿利耶夫和夫人造访了阿格达姆，而巴库等地的民众则欢庆阿格达姆被收复。
2021年5月22日，阿塞拜疆新闻媒体宣布了政府重建阿格达姆市中心的计划，并开始修建巴尔达和阿格达姆之间的公路。5月28日，阿利耶夫总统视察该市，并宣布重建工作已经开始。他为该市重建工作的第一所学校、“胜利博物馆”、“露天职业博物馆”、“工业园”、第一座住宅楼奠基，并参观了帕纳·阿里汗宫殿、伊马拉特陵墓等重建项目。
根据市政府公布的规划，附近8个村庄将并入阿格达姆，预计人口约10万，住宅区将包括多层建筑和私人住宅。这座城市将被花园环绕，并被改造为一座智慧城市、绿色能源城市。在城市内部，还规划了占地125公顷的大型绿化带、人工湖、运河、桥梁、高速公路、人行道、自行车道以及电动公共交通系统。阿格达姆市区和附近8个村庄的重建工程预计将在2026年完工。

## 气候
根据柯本气候分类，阿格达姆属于半干旱气候。
| 阿格达姆          | 阿格达姆    | 阿格达姆   | 阿格达姆    | 阿格达姆    | 阿格达姆    | 阿格达姆    | 阿格达姆    | 阿格达姆    | 阿格达姆    | 阿格达姆    | 阿格达姆    | 阿格达姆   | 阿格达姆    |
| 月份              | 1月         | 2月        | 3月         | 4月         | 5月         | 6月         | 7月         | 8月         | 9月         | 10月        | 11月        | 12月       | 全年        |
| ----------------- | ----------- | ---------- | ----------- | ----------- | ----------- | ----------- | ----------- | ----------- | ----------- | ----------- | ----------- | ---------- | ----------- |
| 平均高温 °C（°F） | 6.2 (43.2)  | 7.0 (44.6) | 11.2 (52.2) | 18.6 (65.5) | 23.1 (73.6) | 27.8 (82.0) | 31.3 (88.3) | 30.1 (86.2) | 25.9 (78.6) | 19.1 (66.4) | 13.0 (55.4) | 8.6 (47.5) | 18.5 (65.3) |
| 日均气温 °C（°F） | 2.3 (36.1)  | 2.8 (37.0) | 6.1 (43.0)  | 12.3 (54.1) | 16.1 (61.0) | 20.4 (68.7) | 24.6 (76.3) | 23.3 (73.9) | 18.6 (65.5) | 13.5 (56.3) | 8.2 (46.8)  | 4.1 (39.4) | 12.7 (54.9) |
| 平均低温 °C（°F） | −0.9 (30.4) | 0.0 (32.0) | 3.2 (37.8)  | 8.9 (48.0)  | 13.5 (56.3) | 17.8 (64.0) | 21.2 (70.2) | 20.0 (68.0) | 16.4 (61.5) | 10.6 (51.1) | 5.8 (42.4)  | 1.5 (34.7) | 9.8 (49.6)  |
| 平均降水量 mm（） | 15 (0.6)    | 24 (0.9)   | 32 (1.3)    | 48 (1.9)    | 73 (2.9)    | 64 (2.5)    | 33 (1.3)    | 27 (1.1)    | 30 (1.2)    | 50 (2.0)    | 32 (1.3)    | 19 (0.7)   | 447 (17.6)  |
| 平均降水天数      | 4           | 6          | 7           | 7           | 10          | 7           | 3           | 3           | 4           | 6           | 5           | 4          | 66          |
| 来源：NOAA        |             |            |             |             |             |             |             |             |             |             |             |            |             |

## 人口
| 年   | 人口                                       | 民族                                                  | 来源               |
| ---- | ------------------------------------------ | ----------------------------------------------------- | ------------------ |
| 1908 | 931                                        | 几乎全是土库曼人                                      | [ 40 ]             |
| 1923 | 1,660                                      |                                                       | [ 41 ]             |
| 1926 | 7,910                                      | 93.6%阿塞拜疆人                                       | 1926年苏联人口普查 |
| 1939 | 10,746                                     | 83.3%阿塞拜疆人，8.7%俄罗斯人，5.3%亚美尼亚人         | 1939年苏联人口普查 |
| 1959 | 16,061                                     | 92%阿塞拜疆人，3.6%俄罗斯人，3.4%亚美尼亚人           | 1959年苏联人口普查 |
| 1970 | 21,277                                     | 94.9%阿塞拜疆人，2%俄罗斯人和乌克兰人，2%亚美尼亚人   | 1970年苏联人口普查 |
| 1979 | 23,483                                     | 97%阿塞拜疆人，1.3%俄罗斯人和乌克兰人，1.2%亚美尼亚人 | 1979年苏联人口普查 |
| 1989 | 28,031                                     |                                                       | 1989年苏联人口普查 |
| 1993 | 被亚美尼亚军队占领，阿塞拜疆人几乎全部逃亡 | 被亚美尼亚军队占领，阿塞拜疆人几乎全部逃亡            | [ 48 ]             |

## 文化与教育
木卡姆是卡拉巴赫地区的一种音乐传统，是阿格达姆音乐遗产的重要组成部分，第一次纳卡战争前有一支木卡姆乐团常驻于此。第一次纳卡战争前，全市共有74所学校，其中包括农业和农业机械化技术学校、医学校，以及一所教授木卡姆的音乐学校。2023年5月，重建木卡姆音乐中心工程奠基；音乐中心包含一座可容纳507人的音乐厅、一座露天圆形剧场以及附属的教室、图书馆和会议室。
第一次纳卡战争前，阿格达姆有一支足球队。球队主场伊马拉特体育场建于1952年，于1993年毁于战火。戰後，球队流亡到巴库，目前参加阿塞拜疆足球超级联赛。在体育场周围的地雷被扫除后，阿塞拜疆青年和体育部部长宣布将重建体育场。
阿格达姆曾有一座面包博物馆，于1983年迎来第一批参观者，展出了约2800件展品，包括在阿格达姆查拉甘山考古发掘时发现的小麦化石（距今已有3000多年的历史），以及300多个在前苏联城市烤制的面包样品。1992年毁于战火。
阿塞拜疆第一完全中学在2021年重建，计划2025年竣工，可容纳960名学生。

## 交通
2020年10月，阿塞拜疆铁路宣布将建设汉肯德到叶夫拉赫的铁路，全长104公里，途径阿格达姆。
2023年11月，阿塞拜疆政府宣布投资950万马纳特，建设两条联通阿格达姆和周边城市的高速公路。

## 友好城市
- 匈牙利，蒂萨铁堡[62][63]

## 外部連結
- Fleeing from Aghdam. Refugee poem （页面存档备份，存于）
- World Gazetteer: Azerbaijan （页面存档备份，存于） – World-Gazetteer.com
- Pictures of the deserted town: "Abandoned War-Torn City of Agdam, Azerbaijan" （页面存档备份，存于）
- Pictures of the deserted town: "Aghdam" （页面存档备份，存于）